# Kaspar Weiler

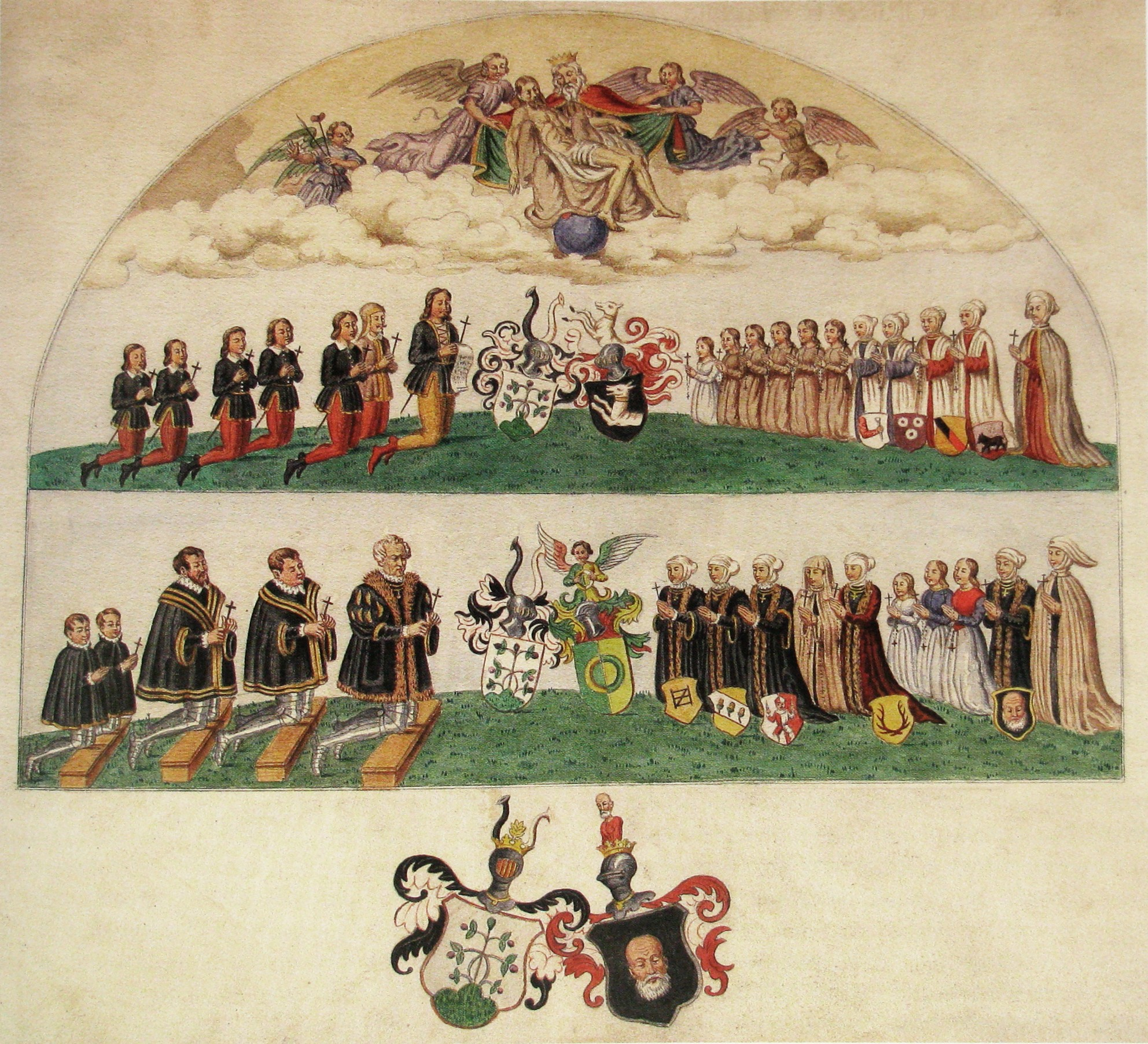
Stifterbild der Familie Weiler aus der St.-Ulrichs-Kapelle Königswiesen mit Abbildungen von Mitgliedern der Familie und des Wappens

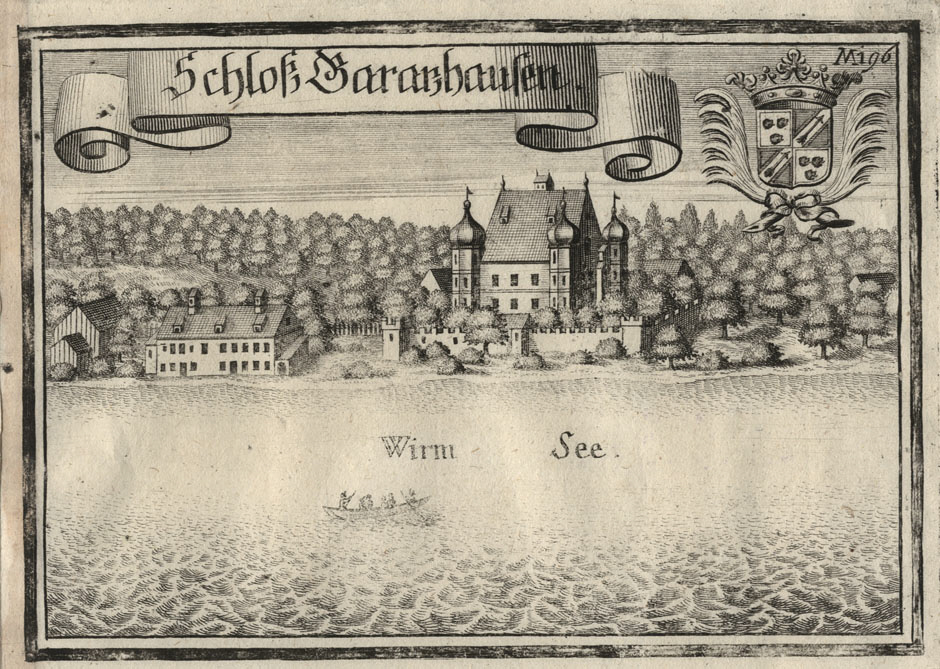
Das von Kaspar Weiler errichtete Schloss Garatshausen auf einem Stich von Michael Wening

Kaspar Weiler (* 1506; † 1580) war ein bayerischer Patrizier.
Weiler gehört zu den zahlreichen wohlhabenden Münchner Patriziern wie Pütrich, Ligsalz, Katzmair, Barth oder Dichtl, die im 15. und 16. Jahrhundert an den Seen im Voralpenland ihre Schlösser anlegten, um sich im Sommer die Zeit mit Jagden und Bootsfahrten zu vertreiben.
Im frühen 16. Jahrhundert ließ sich Weiler auf dem Besitztum in Garatshausen am Starnberger See, den sein Vater Hans Weiler von Herzog Albrecht IV. erhalten hatte, ein kleines Hofmarkschloss errichten. Später kam das Schloss in den Besitz der Schrenck von Notzing, der Vieregg von Tutzing und der La Rosée. Diese verkauften es 1834 an Herzog Max, der es 1862 wiederum seiner Tochter Marie vererbte, bis es dann schließlich 1888 an die Fürsten von Thurn und Taxis gelangte.
Auch die Hofmark Königswiesen und das Gautinger Schloss Fußberg gehörte eine Zeit lang der Familie Weiler. In der katholischen Pfarrkirche St. Benedikt in Gauting erinnert noch ein von Weiler 1551 gestiftetes Glasgemälde an die Bedeutung der Patrizierfamilie für das Würmtal. Ein Epitaph der Familie Weiler findet sich in der alten Pfarrkirche St. Peter und Paul in Feldafing. Außerdem gibt es eine Siedlung, die zum Weilerschen Besitz gehörte.
| Personendaten    | Personendaten         |
| ---------------- | --------------------- |
| NAME             | Weiler, Kaspar        |
| KURZBESCHREIBUNG | bayerischer Patrizier |
| GEBURTSDATUM     | 1506                  |
| STERBEDATUM      | 1580                  |